# Hajagos-patak
A Hajagos-patak Veszprém vármegyében ered, mintegy 270 méteres tengerszint feletti magasságban. A patak forrásától kezdve északi-északnyugati irányban halad, majd eléri a Marcalt Vinárnál. A patak forrása egy bővizű karsztforrás, a Hideg-kút.
A Hajagos-patak vízgazdálkodási szempontból a Marcal Vízgyűjtő-tervezési alegység működési területét képezi. A Hajagos-patakon Nemesszalóknál található vízmérce, amelyen az eddig mért legmagasabb vízállás 126 centiméter volt 2005. augusztus 22-én.
A patakba útja során beleömlik a Tegye-víz, a Gányás-patak és a Szalóki-patak.

## Part menti települések
- Noszlop
- Doba
- Somlószőlős
- Somlóvecse
- Kisszőlős
- Dabrony
- Nemesszalók
- Vinár